# Mieczysław Augustyn

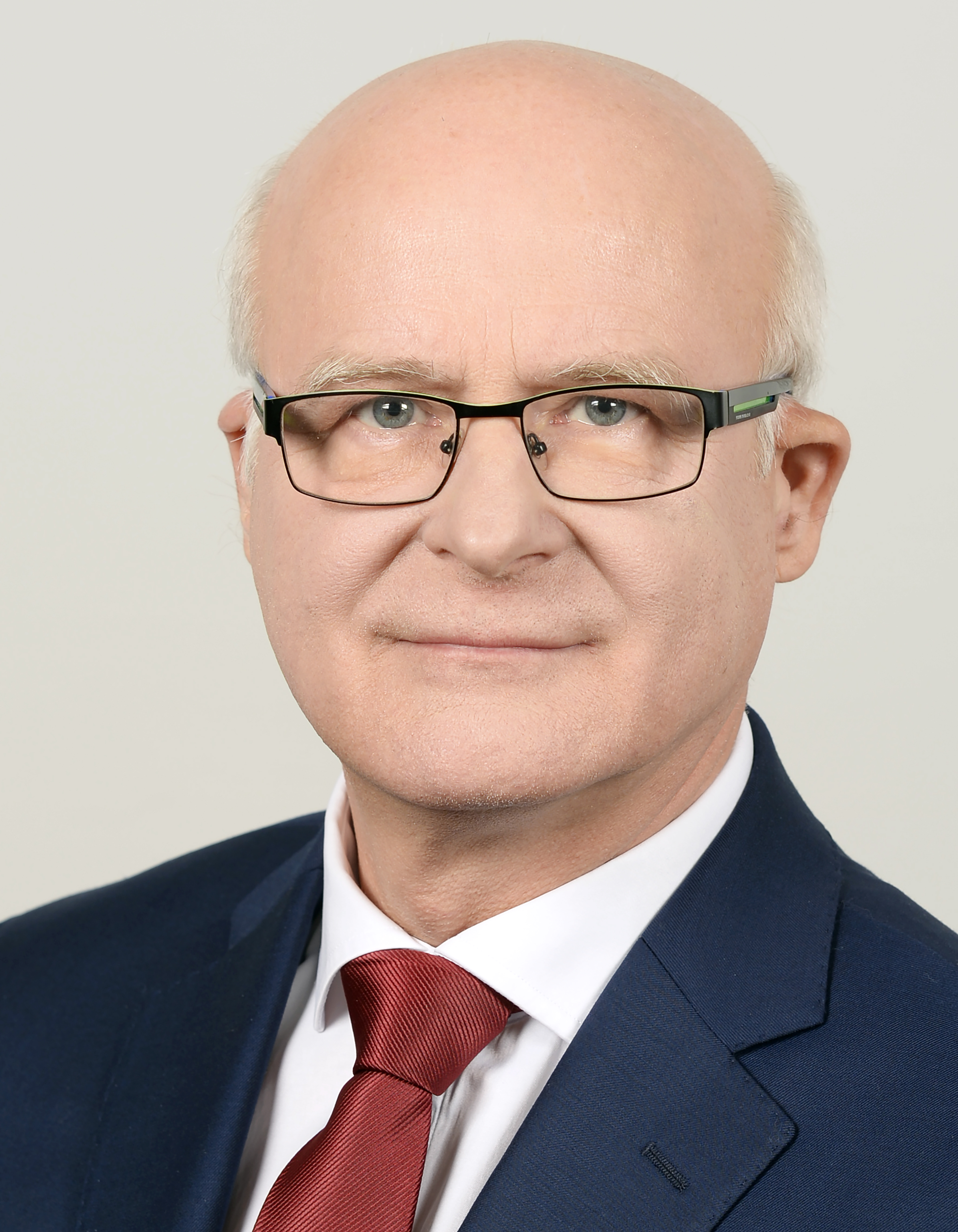
Mieczysław Augustyn (2015)

Mieczysław Augustyn (* 19. August 1955 in Lipka) ist ein polnischer Politiker (PO). Er war von 2005 bis 2019 Mitglied des Senats der Republik Polen (Wahlperioden VI., VII., VIII. und IX.) in der Fraktion Platforma Obywatelska.

## Leben und Wirken
Mieczysław Augustyn graduierte 1978 in polnischer Philologie bei Janusz Maciejewski an der Fakultät für Geisteswissenschaften der Adam-Mickiewicz-Universität Posen über Adam Mickiewicz und das Jahr 1846. Anschließend arbeitete er bis 1980 als Lehrer an einer Grundschule in Piła, war danach bis 1990 Leiter des Büros der Caritas Polska und leitete von 1990 bis 2005 das Sozialheim „Jana Pawła II“ in Piła.
In den Jahren von 1998 bis 2005 war Augustyn Stadtrat der Stadt Piła, zwischen 2002 und 2005 in der Position des Vorsitzenden. Bei der Parlamentswahl in Polen 2005 kandidierte er für den VI. Senat der Republik Polen für das Wahlkomitee KW Platforma Obywatelska RP im Wahlkreis Nr. 37 (2 Mandate). Dabei erreichte er mit 76.884 der 221.995 (34,63 %) gültigen abgegebenen Stimmen die meisten Stimmen im Wahlkreis. Für seine Fraktion Platforma Obywatelska saß er als stellvertretender Ausschussvorsitzender im Ausschuss für Regulierung, Ethik und senatorische Angelegenheiten und im Ausschuss für Familien- und Sozialpolitik. Bei der vorgezogenen Parlamentswahl in Polen 2007 für den VII. Senat der Republik Polen trat Augustyn erneut für das Wahlkomitee KW Platforma Obywatelska RP im Wahlkreis 37 (2 Mandate) an und konnte mit 126.654 der 300.511 (42,15 %) gültigen abgegebenen Stimmen seinen Wahlerfolg von 2005 wiederholen. Für seine Fraktion saß er wieder in den gleichen Ausschüssen, diesmals aber als Ausschussvorsitzender des Ausschusses für Familien- und Sozialpolitik und als Mitglied des Ausschusses für Regulierung, Ethik und senatorische Angelegenheiten.
Für die Parlamentswahl in Polen 2011 wurden die Wahlkreise für die Wahl der Senatoren neu eingeteilt und von Mehrmandatswahlkreisen zu Einermandatswahlkreisen. Augustyn trat hier nun bei der Wahl zum VIII. Senat der Republik Polens im neuen Wahlkreis Nr. 88 für das Wahlkomitee KW Platforma Obywatelska RP an und konnte sein Mandat mit 42,44 % der abgegebenen gültigen Stimmen gegen den ehemaligen Bürgermeister von Piła Zbigniew Kosmatka (KW Sojusz Lewicy Demokratycznej, 19,06 %) und dem ebenfalls amtierenden Senator Janusz Kubiak (KW Prawo i Sprawiedliwość, 18,89 %) verteidigen. Für seine Fraktion war er Vorsitzender des Ausschusses für Familie, Senioren und Sozialpolitik und Mitglied des Ausschusses für Regulierung, Ethik und senatorische Angelegenheiten. Bei der Parlamentswahl in Polen 2015 konnte sich Augustyn erneut bei der Wahl zum IX. Senat der Republik Polen mit 32,44 % für das Wahlkomitee KW Platforma Obywatelska RP gegen Janusz Kubiak (KW Prawo i Sprawiedliwość, 28,75 %) erneut durchsetzen und sein Mandat verteidigen. Er war Mitglied der gleichen Ausschusse wie schon in der letzten Amtszeit und nahm innerhalb dieser dieselben Positionen ein. Bei den Wahlen 2019 verzichtete er auf eine erneute Kandidatur.
1994 gründete Augustyn die Lebensmittelbank in Piła und 1996 die Lebensmittelbank Wielkopolskie, die er beide als Präsident leitet, und war zwischen 1996 und 2005 Vorstandsmitglied der Federacja Polskich Banków Żywności (dt. Verband der polnischen Lebensmittelbanken). Für die Stärkung der französisch-polnischen Beziehungen und sein sozialpolitisches Engagement wurde ihm vom französischen Staatspräsidenten die Ehrenlegion verliehen.
Mieczysław Augustyn ist Mitglied der Platforma Obywatelska Rzeczypospolitej Polskiej. Er ist verheiratet und hat drei Kinder.

## Werke (Auswahl)
- Mieczysław Augustyn: Rozwiązać paradoks: tak dużo do zrobienia – tak mało pracy. In: Zeszyty / Katolickie Stowarzyszenie „Civitas Christiana“. Nr. 15/8, 2004, S. 114–116 (polnisch).
- Mieczysław Augustyn (Hrsg.): Opieka długoterminowa w Polsce. Opis, diagnoza, rekomendacje. Klub Parlamentarny Platformy Obywatelskiej, Warszawa 2010 (polnisch).
- Mieczysław Augustyn, Kazimierz Pająk: Samorządowa polityka społeczna po 1989 roku. In: Zeszyty Naukowe / Uniwersytet Ekonomiczny w Poznaniu. Nr. 173, 2011, S. 9–38 (polnisch).